# I Ђелзи (Напуљ)
I Ђелзи је насеље у Италији у округу Напуљ, региону Кампанија.
Према процени из 2011. у насељу је живело 44 становника. Насеље се налази на надморској висини од 25 м.